# Gilles de Rais
Gilles de Montmorency-Laval, conosciuto principalmente con l'appellativo di Gilles de Rais (Champtocé-sur-Loire, circa 1405 ? – Nantes, 26 ottobre 1440), è stato un generale, criminale e nobile francese che fu barone di Rais, signore di varie località in Bretagna, Angiò e Poitou, capitano dell'esercito francese e compagno d'armi di Giovanna d'Arco. È conosciuto per l'accusa di essere stato coinvolto in pratiche alchemiche e occulte, in cui avrebbe torturato, stuprato e ucciso almeno 140 bambini e adolescenti.
Dal 1427 al 1435 servì come comandante nell'esercito reale francese e combatté contro gli inglesi durante la guerra dei cent'anni; fu nominato maresciallo di Francia nel 1429. Accusato di praticare l'occulto, dopo il 1432 venne implicato in una serie di omicidi di bambini. Nel 1440 una violenta controversia con un religioso aprì un'indagine ecclesiastica che lo portò a essere accusato dei reati sopra citati. Durante il processo i genitori dei bambini scomparsi e i servi di Gilles testimoniarono contro di lui, facendolo condannare a morte per una vasta serie di reati. Venne impiccato a Nantes il 26 ottobre 1440.
Si pensa che Gilles de Rais abbia ispirato lo scrittore francese Charles Perrault per la fiaba del 1697 Barbablù (Barbe bleue). La storia narra infatti di un crudele signorotto che uccide brutalmente le proprie mogli e ne nasconde i cadaveri in una stanza segreta del proprio castello.

## Biografia

Il feudo di Retz, nel ducato di Bretagna

Di nobile casato (i Montmorency-Laval erano due fra le più potenti famiglie di Francia, imparentate con il connestabile Bertrand du Guesclin), a soli undici anni rimase orfano di entrambi i genitori (la madre morì di malattia ed il padre ucciso da un cinghiale durante una battuta di caccia), e fu allevato dal nonno materno, Jean de Craòn.
Jean de Craòn lo fidanzò a tredici anni con Jeanne Peynel, una ricca ereditiera, poi con Beatrice de Rohan, nipote del duca Giovanni IV di Bretagna. La morte prematura di entrambe le giovani impedì il matrimonio. Sposò infine un'altra ereditiera, Catherine de Thouars (1409-1462), il 30 novembre 1420.

### La carriera militare
Nel 1427, agli ordini di Arturo III di Bretagna, entrò al servizio di Carlo VII di Francia combattendo alla testa di un proprio contingente in svariati episodi della guerra dei cent'anni e finanziando il futuro re nelle sue campagne militari. Grazie alla parentela con Georges de La Trémoille, gran ciambellano di Francia, entrò nelle grazie del sovrano combattendo poi contro gli inglesi al fianco di Giovanna d'Arco, ad Orléans, a Jargeau, a Meung-sur-Loire e a Beaugency.
Divenuto pari di Francia, consigliere e ciambellano di re Carlo VII, presenziò alla consacrazione di quest'ultimo, avvenuta a Reims il 17 luglio 1429, dopo essere stato elevato al titolo di maresciallo di Francia il precedente 21 aprile. Continuò a combattere prima sulla Loira quindi in Normandia, alla testa di un piccolo esercito personale da lui stesso mantenuto.

### La decadenza
Morto il nonno, nel 1432 ereditò un'immensa fortuna, consistente soprattutto in proprietà terriere in Bretagna, nel Maine e nell'Angiò, cui si aggiungevano le ricchezze dei de Rais e quelle della moglie, ritrovandosi così ad essere uno degli uomini più ricchi del suo tempo. Grazie a questa fortuna finanziò Carlo VII nelle sue campagne, con denaro che non gli venne mai restituito.
Ritiratosi dal servizio militare (l'ultima azione cui prese parte ebbe luogo nell'estate 1432 a Lagny-sur-Marne, assediata dalle truppe di Giovanni Plantageneto, I duca di Bedford), iniziò a condurre una vita dispendiosa e raffinata, circondandosi di manoscritti preziosi e finanziando sfarzosi spettacoli teatrali. Si sa che nel corso di una visita ad Orléans, il suo seguito di 200 persone occupò tutte le locande della città, e in pochi mesi la spesa arrivò a 80 000 corone d'oro. Non mancò di interessarsi di religione, costruendo una sfarzosa cappella privata e finanziando opere caritatevoli.
Dissipò così in breve tempo il patrimonio di famiglia, fino ad essere costretto a ricorrere a prestiti e a svendere i propri possedimenti per somme irrisorie. In seguito agli sperperi, fra il 1434 e il 1436 la moglie lo abbandonò, il fratello prese possesso dell'avito castello di Champtocé e Carlo VII giunse su richiesta dei familiari a emanare nei suoi confronti un atto di interdizione, dichiarando nulle ulteriori vendite. Giovanni V di Bretagna non rese nota tuttavia l'interdizione nei propri domini e con il vescovo di Nantes Jean de Malestroit, ansiosi entrambi di opporsi alla politica del sovrano e soprattutto interessati all'acquisto dei terreni, nominò de Rais luogotenente generale di Bretagna.
Fu probabilmente in quel periodo che, per cercare di ritrovare la perduta fortuna, Gilles de Rais cominciò a interessarsi alla creazione della pietra filosofale, motivo per cui affidò al suo cappellano Eustache Blanchet il compito di procacciargli alchimisti. Fu proprio Blanchet a recarsi a Firenze e a incontrare, nel 1439, Francesco Prelati, un giovane monaco spretato toscano dedito all'occultismo, che assoldò e portò con sé nel castello di Tiffauges.
Prelati, impegnato nel tentativo di ottenere la pietra filosofale, disse a de Rais di avere al proprio servizio un demone personale, di nome "Barron". Davanti all'inquisizione Prelati dichiarò che, non essendo in grado di soddisfare i desideri del suo mecenate, ogni giorno più bisognoso di denaro, richiese a nome del demone il sacrificio di un bambino.

### Il processo e la condanna

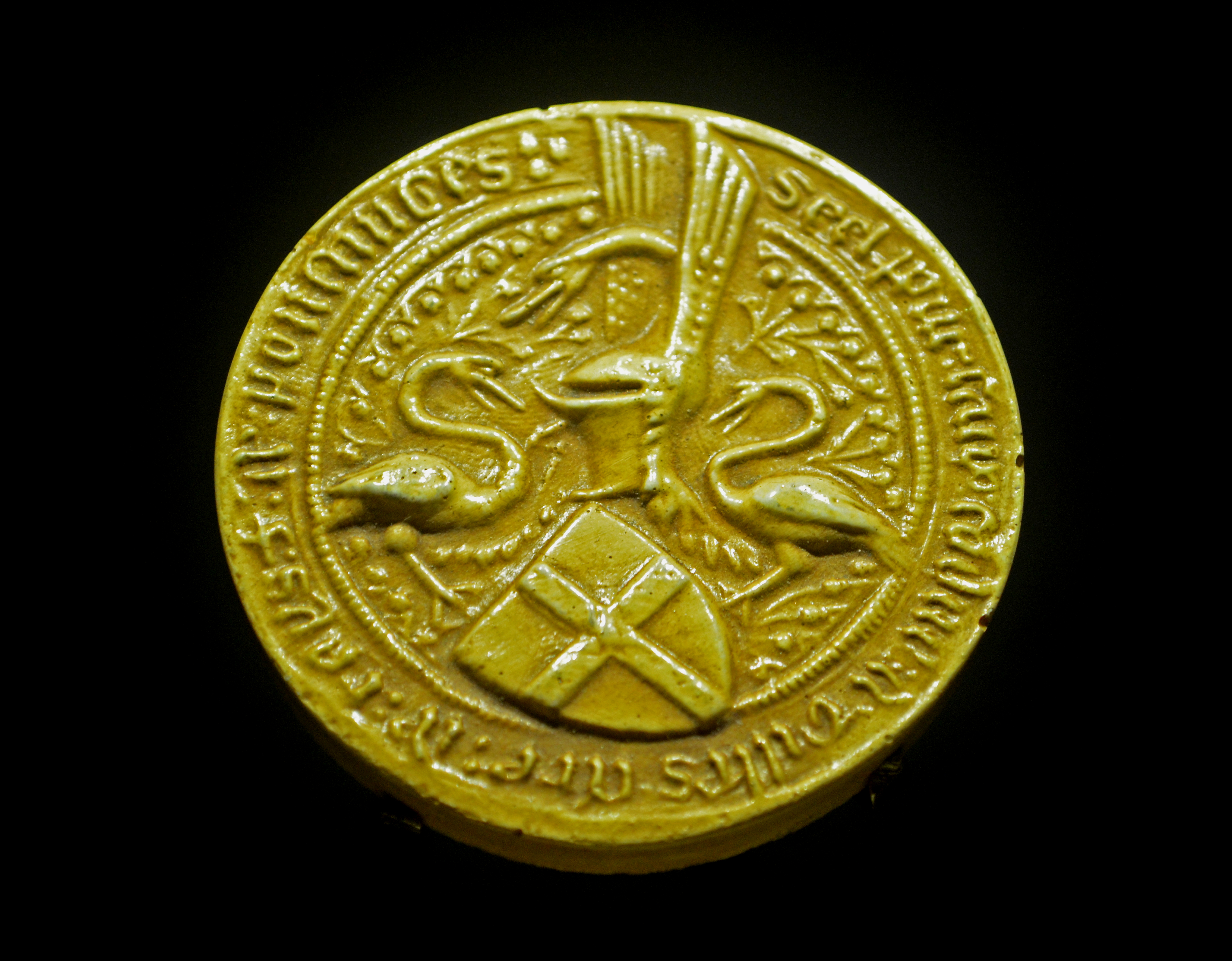
Sigillo di Gilles de Rais

Il 15 maggio 1440, de Rais riprese armi alla mano il castello di Saint-Étienne de Mermorte, che egli stesso aveva venduto al tesoriere di Bretagna Guillaume Le Ferron (prestanome del duca). Ciò facendo non solo violò un contratto, ma infranse anche le leggi della Chiesa entrando in armi in un luogo sacro e prendendo in ostaggio il canonico Jean Le Ferron (fratello del proprietario), che stava celebrando la messa. Il fatto indusse il vescovo di Nantes, competente sul territorio, ad aprire un'indagine.
Dopo la liberazione di Le Ferron, nel settembre dello stesso anno de Rais fu arrestato insieme a servitori e amici, e il 28 settembre cominciò il processo inquisitoriale di fronte al vescovo e al viceinquisitore di Nantes, Jean Blouyn. Quel giorno deposero otto testimoni a suo carico, seguiti poi da altri due, tutti lamentando la scomparsa di bambini e attribuendone il rapimento a una serva di Gilles de Rais, Perrine Martin, soprannominata "la Meffraye", all'epoca in prigione a Nantes.
Il 13 ottobre il processo riprese; nel frattempo furono stilati 49 capi d'imputazione: de Rais fu accusato di avere, con l'aiuto di complici, rapito numerosi bambini, averli uccisi nei modi più perversi, smembrati, bruciati, averli offerti in sacrificio ai demoni, di aver condotto con Prelati pratiche stregonesche, ecc. Il vescovo e l'inquisitore lo minacciarono di scomunica, e gli diedero 48 ore di tempo per preparare una difesa.
Il 15 ottobre Gilles de Rais ricomparve davanti al tribunale, mentre il 16 e il 17 furono raccolte le deposizioni dei presunti complici. Gilles de Rais inizialmente si scagliò con violenza contro i giudici, accusandoli apertamente di volerlo processare per sottrargli le sue ricchezze (de Rais si era già distinto in precedenza per l'atteggiamento polemico o apertamente violento nei confronti del clero); quindi, sotto tortura, confessò nei giorni successivi una quantità enorme di crimini di incredibile efferatezza. Il 25 ottobre fu emessa la sentenza: in nome del vescovo e dell'inquisitore, Gilles de Rais fu dichiarato colpevole di apostasia e invocazione demoniaca; a nome del solo vescovo fu dichiarato colpevole di sodomia, sacrilegio e violazione dell'immunità della Chiesa e quindi condannato a morte per impiccagione e al rogo post mortem. Il 26 ottobre de Rais, insieme ai due servitori e complici, Henriet Griart e "Poitou", fu quindi impiccato, ma poiché restava il membro di una famiglia potente, aveva chiesto e ottenuto che il suo corpo, dopo la morte per impiccagione, non venisse arso, bensì tumulato nella cappella dei Carmelitani di Nantes, luogo di sepoltura dei duchi di Bretagna.
La vicenda giudiziaria non si estinse con l'esecuzione: in due lettere scritte da Carlo VII nel 1442 è riportato che Gilles de Rais aveva inoltrato appello al re e al Parlamento di Parigi, senza che ciò fosse stato considerato dai giudici, ragion per cui, su istanza dei familiari, Pierre de l'Hôpital, presidente del tribunale di Bretagna, e gli altri giudici, erano chiamati a comparire davanti al Parlamento, e il sovrano chiamava il Parlamento e i balivi di Maine, Angiò e Turenna all'apertura di un'inchiesta sulle circostanze della condanna. Le due lettere, tuttavia, non furono mai spedite per motivi ignoti, anche se è significativo il solo fatto - per quel che concerne le accuse a Gilles de Rais - che Carlo VII le abbia scritte.

### Discendenza
Dal matrimonio con Catherine de Thouars nacque una figlia, Marie (1433 o 1434-1457), sposata con l'ammiraglio Prigent de Coëtivy, e in seconde nozze con il cugino maresciallo André de Lohéac. La sua vedova, un anno dopo la morte di Gilles, contrasse nuovo matrimonio con Jean de Vendôme. La famiglia si estinse nel 1502.

## Giudizio storico
Per secoli la figura di Gilles de Rais si identificò nell'immaginario popolare con l'archetipo di Barbablù, e la gravità delle accuse a suo carico non fu mai messa in discussione. Se già Voltaire nel suo Essai sur les mœurs et l'esprit des nations, aveva affermato, in maniera generica, l'innocenza del maresciallo, imputando le accuse alla superstizione e all'ignoranza, la storiografia ufficiale ha iniziato ad interrogarsi circa la correttezza del processo e la veridicità delle accuse a cavallo tra XIX e XX secolo, in seguito alla pubblicazione parziale degli atti del processo da parte dell'abate Eugène Bossard.
Quattro sono i documenti pervenutici riguardo al processo:
- il processo canonico, di cui esiste l'originale in latino, conservato agli Archivi di Nantes;
- il processo penale, in francese, conservato sempre a Nantes;
- la sentenza di condanna del tribunale ecclesiastico;
- il resoconto dell'esecuzione, in francese, aggiunto a copie più recenti del processo.

Bossard fece riferimento alle copie più antiche esistenti degli atti processuali, senza dubitare che fossero gli originali, e diede della vicenda un resoconto volutamente a tinte forti; nel complesso l'opera di Bossard è lacunosa in alcuni punti: per l'autocensura che caratterizza gli aspetti più scabrosi, come le testimonianze degli imputati, sgraditi alla pudibonda società di fine Ottocento, e per la mancanza nei documenti utilizzati (antichi dunque ma incompleti) del resoconto dell'esecuzione (presente invece in altre copie degli atti).

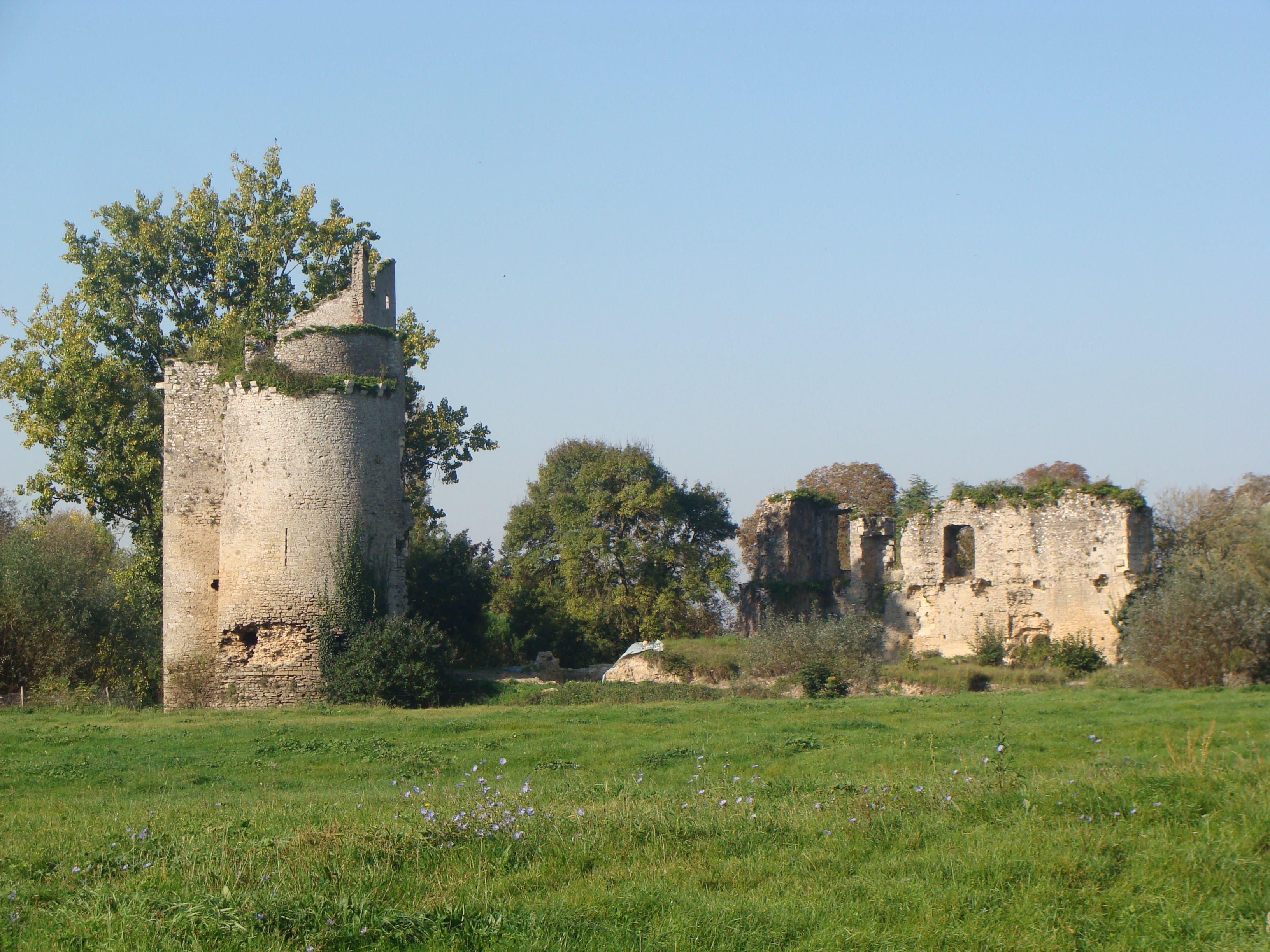
Il castello di Machecoul

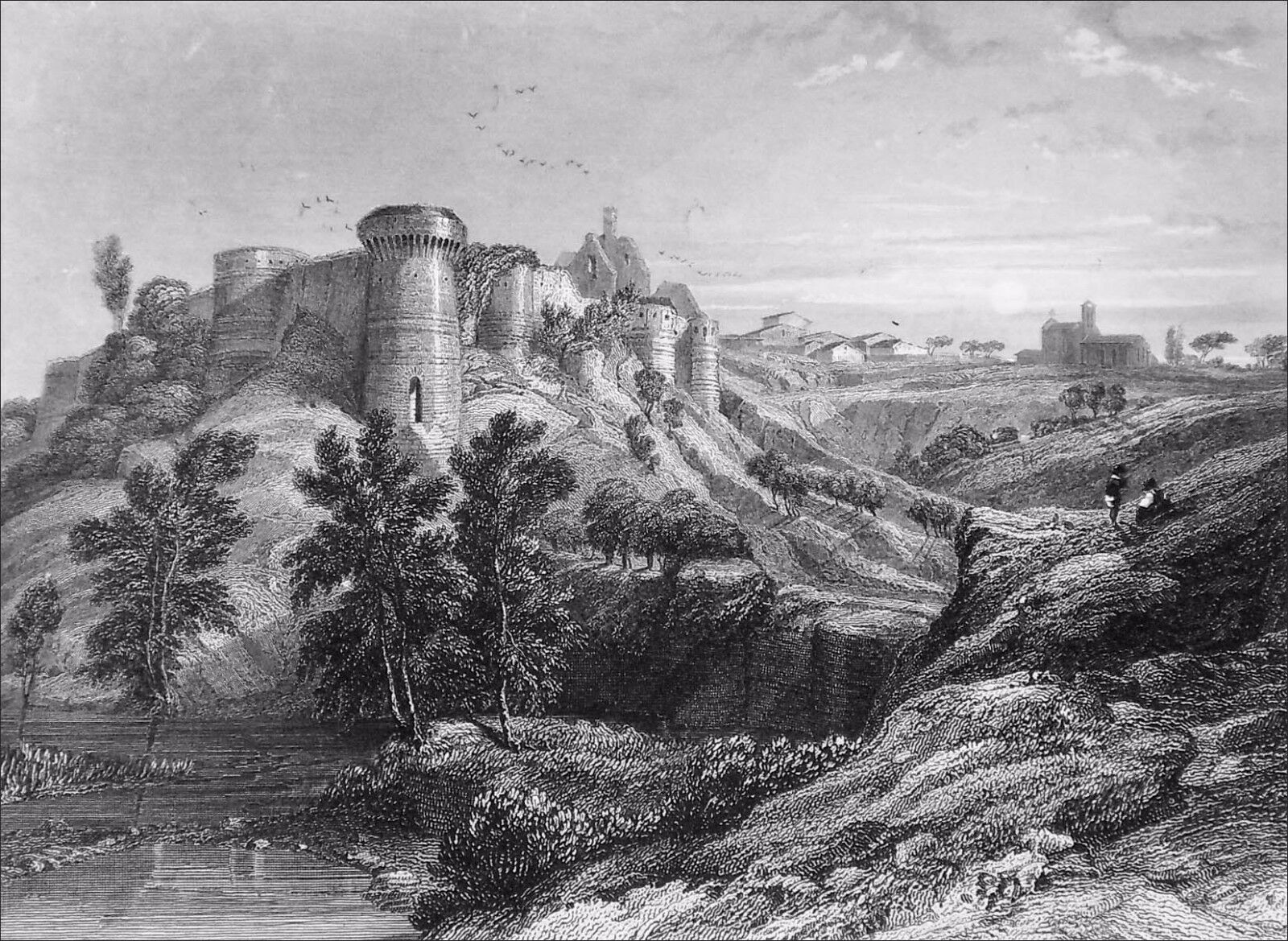
Il castello di Tiffauges (stampa, 1853, Rouargue)

Secondo lo storico Salomon Reinach il duca di Bretagna e il suo cancelliere Jean de Malestroit, vescovo di Nantes, avendo acquistato a condizioni vantaggiose le proprietà di Gilles de Rais, avevano tutto l'interesse ad impedirgli di esercitare il diritto di riscatto. Jean de Malestroit nutriva nei confronti di Gilles de Rais anche motivi di risentimento personale: nel 1426 Malestroit era stato indicato come responsabile del fallimento dell'assedio a Saint-Jean de Beuvron, nei pressi di Avranches, dove Gilles de Rais, all'epoca al servizio di Arturo III di Bretagna, dovette ritirarsi di fronte agli inglesi; Arturo III fece arrestare Malestroit, che recuperata a stento la libertà giurò vendetta contro l'uno e l'altro. Di conseguenza, Reinach avanza dubbi sulla colpevolezza di de Rais.
Il processo fu istruito e condotto dallo stesso Malestroit con l'appoggio del duca, quindi de Rais fu accusato, giudicato e giustiziato da persone che avevano tutto l'interesse a rovinarlo. Le testimonianze a suo carico superarono le cento, ma ben poche si potrebbero oggigiorno definire attendibili, e il processo fu condotto con i metodi propri dell'Inquisizione, senza il diritto di difesa e con l'impiego della tortura (o la minaccia di essa). Gilles de Rais, minacciato di tortura e torturato, confessò in effetti crimini efferati con parole ricalcanti esattamente le due più lunghe testimonianze a suo carico, e in parte anche l'atto d'accusa redatto prima dell'audizione dei testimoni, il che lascerebbe supporre una scarsa genuinità delle sue dichiarazioni. Reinach giudica con diffidenza la trattazione che l'abate Bossard fece degli atti e la conseguente analisi, a suo giudizio tendenziosa, della vicenda, tenuto anche conto del clima di ostilità fra Stato e Chiesa che si respirava in Francia sul finire del secolo XIX.
I suoi dubbi sono stati ripresi e rielaborati in forma romanzata da Franco Cardini e Marina Montesano in L'uomo dalla barba blu. Gilles de Rais e Giovanna d'Arco nel labirinto delle menzogne e delle verità.
Nel 1921 gli scrittori Fernand Fleuret e Louis Perceau (sotto lo pseudonimo di Ludovico Hernandez) diedero alle stampe Le procès inquisitorial de Gilles de Rais, Maréchal de France, avec un essai de réhabilitation, fornendo la traduzione completa dei processi e del resoconto dell'esecuzione. Si servirono però di un manoscritto francese del XVII secolo, non degli originali in latino; ebbero tuttavia il merito di redigere la prima rassegna completa dei manoscritti esistenti, inaugurando un approccio storicamente più critico.
Georges Bataille, cui per primo si deve la preoccupazione di ricercare la fonte documentale più affidabile, ritenne di collocare in una diversa luce - anche politica - gli avvenimenti, affermando che Gilles de Rais, seppur colpevole, non sarebbe stato inquisito se non avesse voluto riprendere con le armi il castello di Saint-Étienne de Mermorte: in un colpo solo si era attirato quindi l'ostilità del duca di Bretagna e del vescovo di Nantes; non potendo contare più sull'appoggio di tali potenti, de Rais fu arrestato e condotto a Nantes dove venne istruito un processo nei suoi confronti dai suoi stessi ex protettori, processo che mai altrimenti sarebbe stato celebrato dato il rango del personaggio. Bataille leggeva in definitiva nella vicenda l'eterno arbitrio delle classi superiori sui miserabili.
In mancanza di un'edizione critica degli atti del processo, unico strumento per far piena luce sulla vicenda, il giudizio degli storici moderni non si discosta in genere dal giudizio tradizionale (fatta eccezione per alcuni dichiaratamente "innocentisti"): le incongruenze e le approssimazioni nei resoconti processuali erano all'epoca piuttosto comuni, e perciò in sé non sufficienti per ipotizzare oggigiorno un complotto contro il maresciallo. Un tentativo in tal senso è stato, tuttavia, quello dello scrittore francese Gilbert Prouteau, che nel 1992 pubblicò una biografia di de Rais, in cui, analizzando gli atti del processo, esprime un giudizio di non colpevolezza, ritenendo il barone una delle tante vittime dell’Inquisizione e, in questo caso, dei forti interessi materiali sulle sue enormi proprietà.

## Nella cultura di massa
- I crimini efferati di de Rais (come Maresciallo di Retz) sono citati in una delle trattazioni di Dolmancé, personaggio del discusso libro/opera teatrale del marchese de Sade, La filosofia nel boudoir.
- Nella tradizione popolare Gilles de Rais divenne Barbablù, personaggio fissato verso la fine del XVII secolo dallo scrittore Charles Perrault nei suoi Contes de ma mère l'Oye.
- La storia di Gilles de Rais è narrata all'inizio del romanzo Angelica la Marchesa degli Angeli.
- Gilles de Rais e Giovanna d'Arco sono al centro del romanzo di Philip José Farmer L'immagine della bestia (The Image of the Beast, Essex House, 1968), traduzione di Luigi Giambonelli, Collana Blu, Olimpia Press 1972; 1ª ristampa, Economica Tascabile n. 22, Fanucci 1994
- Gilles e Jeanne, il sesto romanzo dello scrittore francese Michel Tournier, narra la vicenda di Gilles de Rais ed i suoi rapporti con Giovanna d'Arco.
- Nel romanzo I fiori blu di Raymond Queneau, la storia di Gilles de Rais è uno dei cardini dei balzi temporali compiuti dal Duca D'Auge.
- E' un personaggio del racconto The Man With the Blue Beard di Harold Ward pubblicato in  Weird Tales Vol.26 °6.
- Il protagonista del romanzo L'abisso (Là-bas) di Joris-Karl Huysmans[19] del 1891 conduce una ricerca sugli orribili crimini di Gilles de Rais e ne resta morbosamente affascinato.
- Se ne mette in dubbio la colpevolezza nel romanzo L' uomo dalla barba blu. Gilles de Rais e Giovanna d'Arco nel labirinto delle menzogne e delle verità di Franco Cardini e Marina Montesano.
- La sua figura è ampiamente descritta nel manga su Giovanna d'Arco Jeanne, di Yoshikazu Yasuhiko del 1995.
- Nella light novel Fate/Zero scritta da Gen Urobuchi appare una versione di Gilles de Rais come Spirito Eroico per la quarta Guerra del Santo Graal nei panni del Servant Caster. Appare brevemente anche in Fate/Apocrypha, altra light novel, ma di Yūichirō Higashide, come servant di cui però non si conosce la classe.
- Appare nel manga Drifters come sottoposto del Re Nero.
- È inoltre citato in più opere musicali:[20]
  - Into the Crypt of Rays dei Celtic Frost, dall'album Morbid Tales
  - Morbid Glory degli Ancient Rites, dall'album di debutto The Diabolic Serenades
  - The Black Knight dei Macabre, dall'album Grim Scary Tails
  - The Window dei The Black Dahlia Murder, dall'album Ritual
  - L'album Godspeed on the Devil's Thunder dei Cradle of Filth si basa sulla sua storia